# Министерство обороны США
Министерство обороны Соединённых Штатов Америки, сокращенный вариант —  Минобороны США, официальный вариант —  Департамент обороны США (англ. Department of Defense — DoD или DOD, иногда употребляется название Defense Department) — государственная структура, министерство в составе федерального правительства Соединённых Штатов Америки, в задачи которого входит координировать, а также контролировать все органы и функции, имеющие непосредственное отношение к национальной безопасности и Вооруженным силам Соединённых Штатов Америки. Департамент является крупнейшим работодателем в мире: численность военнослужащих составляет почти 1,3 млн; кроме того, следует также учесть более 480 тысяч солдат национальной гвардии, а также 870 тысяч резервистов четырёх служб и более 742 тыс. гражданских лиц. Таким образом, общая численность сотрудников департамента превышает 2,8 млн человек. Штаб-квартирой министерства является Пентагон, расположенный в Арлингтоне, штат Вирджиния, недалеко от столицы США Вашингтона, округ Колумбия.
Министерство обороны возглавляет министр обороны США, который подчиняется непосредственно президенту Соединённых Штатов Америки. Министерству обороны подчиняются три военных отдела: Департамент армии США, Департамент военно-морского флота США, Департамент военно-воздушных сил США. Кроме того, министерству обороны подчиняются четыре национальных разведывательных службы: Разведывательное управление министерства обороны США (DIA), Агентство национальной безопасности США (NSA), Национальное агентство геопространственной разведки (NGA) и Национальное управление военно-космической разведки США (NRO).

## История
История департамента обороны Соединённых Штатов началась с Континентального конгресса, который состоялся в 1775 году. Акт о формировании армии Соединённых Штатов был принят 14 июня 1775 года. Эта дата совпадает с американским праздником - днём флага. Второй Континентальный Конгресс ознаменовал начало истории военно-морского флота Соединённых Штатов 13 октября 1775 года, создав корпус морской пехоты США 10 ноября 1775 года. На данный момент и Военно-Морские Силы США и Корпус морской пехоты являются отдельными военными службами, подчинёнными Департаменту военно-морского флота.

### Военный отдел
Преамбула Конституции Соединённых Штатов гарантирует федеральному правительству США право защищать своих граждан.
Мы, народ Соединенных Штатов, дабы образовать более совершенный Союз, установить правосудие, гарантировать внутреннее спокойствие, обеспечить совместную оборону, содействовать всеобщему благоденствию и закрепить блага свободы за нами и потомством нашим, торжественно провозглашаем и устанавливаем настоящую Конституцию для Соединенных Штатов Америки.

- Конституция Соединённых Штатов Америки
После открытия первого Конгресса 4 марта 1789 года, дальнейшее наращивание сил обороны было затруднено, поскольку законодательные органы временно не могли удовлетворить потребностей в юридической защите армии из-за проблем, связанных с формированием нового правительства. Президент Джордж Вашингтон дважды отправлялся в Конгресс, чтобы напомнить им об их обязанности создать армию за это время. В последний день сессии, 29 сентября 1789 года, Конгресс создал военный отдел, являющийся историческим предшественником Министерства обороны. Военный отдел занимался и морскими делами до тех пор, пока Конгресс не создал отдел флота в 1798 году. Секретари каждого из этих отделов подчинялись непосредственно президенту, как советники до 1949 года, когда все военные ведомства были подчинены министру обороны.

### Национальное военное учреждение
В 1944 году Конгресс США вступил с инициативой о создании структуры, в задачи которой кроме прочих входила координации действий военных. В 1945 году армией США, военно-морскими силами США и объединённым комитетом начальников штабов был разработан план создания такой структуры. 19 декабря 1945 года президент США Гарри Трумэн направил послание в Конгресс с предложением рассмотреть возможность создания единого министерства национальной безопасности, которое подчинялось бы министерству транспорта. Предложение начало рассматриваться конгрессом в апреле 1946 года, но в июле 1946 года комитет ВМС выразил обеспокоенность из-за предложенного концентрирования командования всеми родами войск одним министерством. В феврале 1947 года Трумэн отправил в Конгресс новый законопроект о создании министерства обороны, где он активно обсуждался и редактировался в течение нескольких месяцев и в конечном итоге был принят. Предусматривалось объединение в одно министерство военного ведомства США (основано в 1789), военно-морского ведомства США (основано в 1798; ранее адмиралтейский совет, основанный в 1780) и министерства военно-воздушных сил США. Департамент был создан для снижения конкуренции между различными военными ведомствами, которая образовалась после окончания Второй мировой войны.
26 июля 1947 года Трумэн подписал «Закон о национальной безопасности 1947», в котором предписывалось национальному военному ведомству (англ. National Military Establishment) приступить к работе 18 сентября 1947 года, а днём позже Джеймс Форрестол был назначен первым министром обороны. Но из-за того, что ведомство имело крайне неприятную аббревиатуру (National Military Establishment — NME — схоже по произношению со словом «Enemy» — враг), его было решено переименовать. 10 августа 1949 года национальное военное ведомство было переименовано в министерство обороны.

### Министерство обороны
Штаб-квартира министерства обороны находится в Пентагоне, в Арлингтоне, штат Виргиния, по другую сторону реки Потомак от Вашингтона. В настоящее время министерство включает в себя ведомства сухопутных, Военно-морских, авиационных и десантных армейских подразделений, а также ряд разведывательных агентств, таких как Агентство национальной безопасности и Разведывательное управление министерства обороны США.
Во время войны министерство обороны США также имеет полномочия управлять береговой охраной; в мирное время этот орган управляется министерством внутренней безопасности (англ. Department of Homeland Security — DHS). До создания DHS береговая охрана контролировалась министерством транспорта. Береговая охрана со времён Второй мировой войны официально не является военной организацией, но она иногда принимает участие в военных операциях США.
Структура министерства обороны определена в законе Голдуотера-Никольса 1986 года. В этом законе расписан порядок управления высших чинов армии США. Главным является президент США, затем следует министр обороны, затем региональные командующие (один или несколько) которые управляют войсками во вверенных им регионах. Председатель Комитета начальников штабов и некоторые его члены отвечают за боеготовность вооружённых сил США и служат президентскими военными советниками, но не подчиняются командному аппарату. Председателем комитета начальников штабов по закону может быть только офицер ВС США в звании не ниже генерала.

## Организационная структура министерства обороны США
Министр обороны США, назначенный президентом и с согласия Сената, является главой министерства обороны, закреплённым федеральным законом (§ 113 10 глава), «главный помощник президента по всем вопросам, связанным с министерством обороны», имеет «полномочия, руководства и контроля над министерством обороны». Поскольку для Конгресса или Президента нецелесообразно участвовать в каждом деле министерства обороны, министр обороны и подчинённые должностные лица министра обычно осуществляют военную службу.
Министерство обороны состоит из Канцелярии министра обороны, комитета начальников штабов (КНШ), Управления Генерального инспектора, министерств Вооруженных Сил (министерство армии США, Военно-морское министерство США, министерство военно-воздушных сил), Агентство обороны и полевые действия Департамента обороны, Бюро Национальной гвардии, а также других аппаратов, агентств, организаций и командований, установленных или назначенных законом, или президентом, или министром обороны.
Директива министерства обороны 5100.01 описывает организационные отношения в министерстве и является основополагающим документом для определения основных функций военного ведомства. Последняя версия, подписанная бывшим министром обороны Робертом Гейтсом в декабре 2010 года, является первым крупным переизданным документом с 1987 года.

### Аппарат министра обороны
Аппарат министра обороны (OSD) является основной структурой, подчиненной непосредственно министру обороны, имеющей полномочия заниматься осуществлением политики, планировании, управлении ресурсами, налогово-бюджетной и программной оценке и надзоре, а также взаимодействия с другими ведомствами и агентствами США, правительствами иностранных государств и международными организациями посредством формальных и неформальных процессов. OSD также осуществляет надзор и управление оборонными агентствами и полевой деятельностью министерства обороны.

#### Оборонные агентства
Аппарат министра обороны также контролирует следующие оборонные агентства:
- Научно-исследовательский институт радиобиологии Вооружённых сил США
- Деятельность Министерства обороны по просвещению
- Управление перспективных исследовательских проектов
- Оборонный комиссариат
- Агентство по аудиту по оборонному контракту
- Агентство по управлению контрактными контрактами
- Служба финансирования финансов и бухгалтерского учёта
- Агентство оборонных информационных систем
- Агентство юридической защиты
- Оборонное логистическое агентство
- Агентство по сотрудничеству в области оборонной безопасности
- Служба безопасности обороны (бывшая Служба разведки обороны)
- Технический информационный центр обороны
- Агентство по уменьшению угрозы безопасности
- Агентство противоракетной обороны

#### Национальные разведывательные агентства
Несколько оборонных ведомств являются членами разведывательного сообщества Соединённых Штатов. Это разведывательные службы на национальном уровне, которые действуют под юрисдикцией Министерства обороны, но одновременно подпадают под власть директора Национальной разведки. Они отвечают требованиям национальных экспертов стратегического и тактического планирования политики и армейских операций, служат в качестве агентств по борьбе с боевыми действиями, а также оказывают помощь разведывательным службам или правоохранительным органам, не относящимся к Департаменту обороны, таким как Центральное разведывательное управление и Федеральное бюро расследований.
Военные службы могут иметь свои собственные разведывательные департаменты, которые имеют право отличаются друг от друга, но подлежат координации национальными разведывательными службами под юрисдикцией департамента обороны. Департамент обороны управляет национальными координационными органами и активами в дисциплинах разведки сигналов, геопространственной разведки, внешней разведки, а также строит, запускает и управляет спутниковыми активами разведки. Министерство обороны также имеет свою собственную разведывательную службу, которая поддерживает ЦРУ, а также уделяет внимание приоритетам военной разведки человека. Эти агентства непосредственно контролируются Заместителем министра обороны по разведке.
Национальные разведывательные агентства при Министерстве обороны
- Национальные разведывательные Агентства Министерства Обороны
- Разведывательное управление Министерства обороны США
- Агентство национальной безопасности
- Национальное агентство геопространственной разведки
- Национальное управление военно-космической разведки США

### Объединённый комитет начальников штабов
Объединённый комитет начальников штабов является органом планирования и управления в Департаменте обороны, которые консультируют Секретаря обороны, Совет безопасности США, Совет Национальной безопасности и президента по военным вопросам. Состав Объединённого комитета начальников штабов определяется уставом и состоит из Председателя Объединённого комитета начальников штабов, заместителя Председателя Объединённого комитета начальников штабов, старшего заместителя председателя, Начальника штаба армии, морской пехоты, флота и ВВС в дополнение к начальнику национальной гвардии, каждый из которых назначаются президентом США после подтверждения Сената. Каждый из руководителей военных служб за пределами своих полномочий Объединённого комитета начальников штабов работает непосредственно с секретарём военного ведомства, то есть секретарём армии, секретарём морской пехоты, секретарём флота, секретарём ВВС.
В соответствии с законом Голдуотера — Николса в 1986 году Объединённый комитет начальников штабов не имеет оперативного командного органа, ни индивидуально, ни коллективно, поскольку цепочка полномочий от Президента до министра обороны и от министра обороны перед объединённым командованием представляет собой сложную систему с различными ответвлениями.
- Аппарат министра[англ.] (англ. Office of the Secretary of Defense)
  - Консультативный комитет по оборонной политике[англ.] (англ. Defense Policy Board Advisory Committee)
  - Главное управление военных оценок[англ.] (англ. Office of Net Assessment)
  - Главное контрольное управление[англ.] (англ. Office of Inspector General)
    - Следственное управление[англ.] (англ. Defense Criminal Investigative Service)
- Министерства видов вооружённых сил[англ.] (англ. Military Departments)
  - Министерство Армии США (англ. Department of the Army), руководит сухопутными войсками США.
  - Военно-морское министерство США (англ. Department of the Navy), руководит военно-морскими силами США и морской пехотой США.
  - Военно-воздушное министерство США (англ. Department of the Air Force), руководит военно-воздушными силами США.
- Объединённый комитет начальников штабов (англ. Joint Chiefs of Staff)
  - Единые командования (англ. Unified Combatant Commands)
    - Командование специальных операций США (англ. Special Operations Command — SOCOM)
    - Стратегическое командование Вооружённых сил США (англ. Strategic Command — STRATCOM)
    - Транспортное командование[англ.] (англ. Transportation Command — TRANSCOM)

- Географические единые командования (англ. Unified Combatant Commands)
  - Центральное командование (англ. Central Command — CENTCOM)
  - Европейское командование (англ. European Command — EUCOM)
  - Северное командование (англ. Northern Command — NORTHCOM)
  - Индо-Тихоокеанское командование (англ. Indo-Pacific Command — INDPACOM)
  - Южное командование (англ. Southern Command — SOUTHCOM)
  - Африканское командование (англ. Africa Command — AFRICOM)
- Функциональные и технические службы и управления МО США[англ.] (англ. Defense Agencies)
  - Разведывательное управление Министерства обороны США (РУМО) (англ. Defense Intelligence Agency)
    - Агентство национальной безопасности (англ. National Security Agency)
    - Национальное управление военно-космической разведки США (англ. National Reconnaissance Office)
    - Национальное агентство геопространственной разведки США (англ. National Geospatial-Intelligence Agency)

  - Обсерватория ВМС США (англ. United States Naval Observatory)
  - Правовое управление[англ.] (англ. Defense Legal Services Agency)
  - Управление войсковых перевозок[англ.] (англ. Defense Logistics Agency)
  - Управление военного сотрудничества[англ.] (англ. Defense Security Cooperation Agency)
  - Управление контроля за нераспространением ОМП[англ.] (англ. Defense Threat Reduction Agency)
  - Агентство противоракетной обороны[англ.] (англ. Missile Defense Agency)
  - Управление перспективных исследовательских проектов (англ. Defense Advanced Research Projects Agency — DARPA)
  - Управление службы снабжения и тыла[англ.] (англ. Defense Commissary Agency)
  - Управление финансового контроля[англ.] (англ. Defense Contract Audit Agency)
  - Управление договоров и закупок[англ.] (англ. Defense Contract Management Agency)
  - Финансово-бухгалтерское управление[англ.] (англ. Defense Finance and Accounting Service)
  - Управление информационных систем[англ.] (англ. Defense Information Systems Agency)
  - Служба безопасности[англ.] (англ. Defense Security Service)
  - Служба охраны Пентагона (англ. Pentagon Force Protection Agency)
- Вспомогательные службы и управления[англ.] (англ. Department of Defense Field Activities)
  - Пресс-центр Вооружённых сил США[англ.] (англ. American Forces Information Service)
  - Управление по делам военнопленных[англ.] (англ. Defense Prisoner of War/Missing Personnel Office)
  - Управление военного образования[англ.] (англ. Department of Defense Education Activity)
    - Управление образования для детей военнослужащих[англ.] (англ. Department of Defense Dependents Schools)

  - Управление кадров[англ.] (англ. Department of Defense Human Resources Activity)
  - Управление земельных резервов[англ.] (англ. Office of Economic Adjustment)
  - Управление медучреждений[англ.] (англ. Tricare Management Activity)
  - Управление столичного гарнизона[англ.] (англ. Washington Headquarters Services)

В 2003 году национальная система связи (англ. National Communications System) была переведена под управление Министерства безопасности территории США (англ. Department of Homeland Security).
В 2009 году президент США Барак Обама распорядился о создании ещё одного внутриведомственного подразделения — Кибернетического командования США — в связи с участившимися случаями проникновения хакеров таких стран, как Китай и Россия, в компьютерные сети Пентагона. Первым начальником был назначен по совместительству глава АНБ США генерал Кит Александер. Кибернетическое командование в оперативном плане подчиняется Стратегическому командованию ВС США (база ВВС США Оффутт, штат Небраска).

## Бюджет
Бюджет министерства обороны на 2011 год составляет $708 миллиардов, включая текущие расходы на ведение боевых действий, что составляет примерно 4,7 % ВВП США. По сообщению Reuters, масштабная проверка финансовой деятельности американского военного ведомства выявила серьёзные нарушения.

## Потребление энергии
Министерство обороны потребляет около 80 % энергии всех правительственных структур США, или 1 % от общего потребления энергии США.
Является крупнейшим институциональным потребителем ископаемого топлива и источником выбросов CO2 в мире.

## Законы о министерстве обороны
- 1947 — Закон о национальной безопасности 1947
- 1958 — Закон о реорганизации министерства обороны США PL 85-899
- 1963 — Закон об ассигнованиях в министерство обороны США PL 88-149
- 1963 — Закон санкционировании военного строительства США PL 88-174
- 1967 — Закон о дополнительных военных ассигнований PL 90-8
- 1984 — Разрешающий закон министерства обороны США PL 98-525
- 1986 — Закон Голдуотера-Николса о реорганизации вооруженных сил PL 99-433
- 1996 — Акт об Анти терроризме и Эффективности Смертной Казни PL 104—132

## Признание ведомства террористической организацией на территории Ирана
3 января 2020 года президент США Дональд Трамп объявил об убийстве Иранского генерала Касейма Сулеймани, которого назвал «террористом номер один в мире». Парламент Ирана в ответ на убийство Сулеймани 7 января 2020 года единогласно принял законопроект, согласно которому Минобороны США и все связанные с ним организации признаются на территории Ирана террористическими, а лица, причастные к убийству генерала, считаются террористами.